# Дырестуйский Култук (местность)
Дыресту́йский Култу́к — местность (урочище) в районе села Дырестуй (Бурятия), в которой расположены многочисленные археологические памятники, включая крупный могильник и городище эпохи хунну.

## Дырестуйский Култук (могильник)
Объект культурного наследия народов РФ федерального значения. Рег. № 031540389070006 (ЕГРОКН). Объект № 0400262000 (БД Викигида)
Расположен на левом берегу реки Джиды, в крутой излучине, в 10 км юго-западнее села Дырестуй, на пологом склоне, обращенном к северо-востоку.
На поверхности курганы были отмечены каменными кладками, рядом с которыми часто располагались захоронения без намогильных сооружений, которые образовывали с курганом единый погребальный комплекс. Под каменными кладками в деревянных гробах или срубах, перекрытых сверху поперечными и продольными досками, находились костяки на спине с вытянутыми конечностями, головой на север.
Находки: железные и бронзовые детали конской сбруи, литые бронзовые ажурные пластинки с изображением борьбы животных, имитация раковин каури, железные наконечники лопаты, железные бытовые изделия, тонкие золотые и бронзовые пластины с изображением борьбы животных, серьги из малахита, сердолика, яшмы и стеклянные бусы, фрагменты глиняных сосудов, кости животных.
Открыт в 1900 году Ю. Д. Талько-Грынцевичем, который раскопал 24 сюннуских захоронения непосредственно на площади могильника и ещё 2 погребения более позднего времени (25 и 26) — на склоне небольшого ущелья в 2.5 км юго-восточнее курганов сюнну. В 1965 году П. Б. Коноваловым раскопано 9 сюннуских могил (28—36) и одна тюркского времени (27), позднее им собран подъемный материал из разрушенной сюннуской могилы 37 в юго-восточной части памятника. В 1984—1996 годах раскопки могильника завершены С. С. Миняевым. Работами Забайкальской экспедиции под его руководством исследовано ещё 95 погребений сюнну (38—45, 47—84, 86—130) и две каменные кладки (46 и 85) не содержавшие захоронений; их связь с сюннуским могильником неясна.
Коллекции хранятся в Кяхтинском краеведческом музее им. В. А. Обручева, ИМБиТ СО РАН, Музее БНЦ СО РАН.

## Голы-Очи (могильникбронзового века)
Находится в 15 км к юго-западу от села Дырестуй, на левом берегу реки Джиды за Дырестуйским Култуком, напротив села Голы-Очи. В 0,2 км к северу от хуннского городища Баян-Ундэр, на пологом южном склоне горы, у берега реки Джиды. Отмечены 2 херексура и 8 плиточных могил. Рядом с херексурами А. П. Окладников находил керамику тюркского времени.
Могильник зафиксирован А. П. Окладниковым в 1949 году, в 1965 году был осмотрен П. Б. Коноваловым, в 1977 году запаспортизирован Е. А. Хамзиной.

## Баин-Ундэр (могильник бронзового века — средневековья)
Объект культурного наследия народов РФ федерального значения. Рег. № 031741234430006 (ЕГРОКН). Объект № 0430096000 (БД Викигида)
Находится на левом берегу реки Джиды, в 12 км к юго-западу от села Дырестуй, в 4 км к югу от шоссе «Дырестуй-Петропавловка», в местности Дырестуйский Култук, на южной стороне перевала, в урочище Баян-Ундэр.
Пункт 1 находится на перевале хребта Сельгер и по обе стороны проселочной дороги, по западному склону хребта на протяжении 1,5 км. Состоит из 48 плиточных могил, 26 херексуров и 30 средневековых могил. Одна плиточная могила раскопана в 1948 году.
Пункт 2 — за небольшим увалом, вблизи берега реки Джиды, в 0,2 км юго-восточнее п. 1. В могильнике 5 херексуров, 9 плиточных и 6 средневековых могил.
Пункт 3 — в 0,5 км юго-восточнее п. 2 на второй надпойменной террасе между двумя глубокими оврагами. Здесь 4 плиточные могилы, 3 херексура, 7 средневековых могил.
Памятник открыт Р. Ф. Тугутовым и Н. Н. Диковым в 1948 году. В 1982 году могильник был осмотрен и описан П. Б. Коноваловым.

### Документы о принятии памятников на государственную охрану
- № 624 — Постановление Совета Министров РСФСР от 04.12.74 г.
- № 379 — Постановление Совета Министров Бурятской АССР от 29.09.71 г.
- № 134 — Постановление Совета Министров Бурятской АССР от 26.05.83 г.
- № 242 — Постановление Правительства Республики Бурятия от 09.07.96 г.
- № 337 — Постановление Правительства Республики Бурятия от 28.09.01г.

### Исторические источники
- Талько-Грынцевич Ю. Д. Материалы к палеоэтнологии Забайкалья // Труды Троицкосавско-Кяхтинского отделения Приамурского отдела Императорского Русского географического общества, т. I, вып. 3, 1898, стр. 35—76.
- Талько-Грынцевич Ю. Д. Материалы к палеоэтнологии Забайкалья. V // Труды Троицкосавско-Кяхтинского отделения Приамурского отдела Императорского Русского географического общества, т. III, вып. 2 и 3, 1900. — Иркутск, 1902
- Талько-Грынцевич Ю. Д. Материалы к палеоэтнологии Забайкалья. VI // Труды Троицкосавско-Кяхтинского отделения Приамурского отдела Императорского Русского географического общества, т. IV, вып. 2, 1901, стр. 32—59.

- Талько-Грынцевич Ю. Д. Население древних могил и кладбищ Забайкальских // Бурятиеведение, № 1-3 (5-7), Верхнеудинск, 1928.
- Коновалов П. Б. Хунну в Забайкалье (погребальные памятники). — Улан-Удэ: Бурятское книжное издательство, 1976. 248 с.
- Лбова Л. В., Хамзина Е. А. Древности Бурятии: карта археологических памятников. — Улан-Удэ, 1999.
- Цыбиктаров В. А. Петроглифы Забайкалья ((вопросы формирования источниковой базы, историографии и культурно-исторической интерпретации) //Автореферат на соискание ученой степени кандидата исторических наук. — Новосибирск, 2006
- Хунну: издание фестиваля «Европалия. Россия» под руководством Николаева Н. Н. — Брюссель, 2005.

### Справочники
- Туристский путеводитель «Байкал». — М.: издательство VIZA, 2009. стр. 123
- Историко-культурный атлас Бурятии. — М.: ИПЦ «Дизайн. Информация. Картография», 2001.
- Путеводитель путешественника «Туризм и отдых в Бурятии». — Иркутск: издательство "Время странствий, 2011. стр. 68.